# Borowiec (herb szlachecki)
Borowiec – polski herb szlachecki, odmiana herbu Junosza
- Opis herbu:

W polu czerwonym baran biały z głową odwróconą do tyłu, patrzący w lewo. W klejnocie nad hełmem w koronie 2 trąby - prawa czerwona z pasem poprzeczym, lewa srebrna z takimż pasem czerwonym. Labry czerwone podbite srebrem.
- Najwcześniejsze wzmianki:

Pochodzenie odmiany nieznane.
- Herbowni:

Borowiec.